# Dream Within a Dream Tour
Tournées par Britney Spears
Oops!... I Did It Again World Tour
(2000-2001) The Onyx Hotel Tour
(2004)
Le Dream Within A Dream Tour est la quatrième tournée de la chanteuse américaine Britney Spears pour soutenir son troisième album Britney. Elle s'est déroulée en 2001 et 2002. Le DVD est disponible sous le nom de Live From Las Vegas. Il est basé sur thème du poème Dream Within A Dream d'Edgar Allan Poe.

## Contexte
Le 19 juillet 2001, le groupe de Spears a annoncé qu'il y aurait une tournée pour soutenir son troisième album de studio, Britney. Le lendemain, le label de Spears Jive Records a confirmé qu'il y avait une tournée prévue pour l'automne. Selon Clear Channel Entertainment, The Dream Within a Dream Tour gagnerait entre 13 et 15 millions de dollars lors de la tournée.

## Synopsis
Le spectacle commence avec une femme, vêtue d'une robe blanche, courant autour de la scène avec une lampe de poche. Une vidéo de cette même femme tombant d'un bâtiment avec une photo de Britney Spears est montré au spectateurs. Une version rock remixé de Oops!... I Did It Again démarre. Britney apparaît sur la scène dans une plate-forme circulaire verticale qui tourne à 360 degrés, suivie d'une chorégraphie. Ensuite, elle interprète (You Drive Me) Crazy et Overprotected.
L'acteur, Jon Voight, jouant un grand-père, raconte une histoire au moment de coucher sa petite-fille, au sujet d'un danseur magique qui vivait dans une boîte à musique. Spears alors apparaît dans une boîte à musique géante au centre de la scène, habillé telle une ballerine, chantant Born to Make You Happy afin que la boîte à musique s'ouvre. Enfin libre, elle retourne sur scène et interprète Lucky et Sometimes.
Le spectacle continue avec Boys, le single Stronger, et interprète I'm Not a Girl, Not Yet a Woman avec son pianiste et ses chanteuses. Un tapis volant se place au milieu de la scène avec Britney Spears et ses danseurs pour chanter I Love Rock 'n' Roll avec plusieurs feux d'artifice les entourant, suivi de son envol dans l'air. Retour sur scène pour chanter What It's Like To Be Me et Lonely, où un écran rotatif est utilisé avec un clone de Britney Spears.
Don't Let Me Be the Last to Know est ensuite interprété. En 2002, Britney opère un changement, elle se promène désormais autour de la scène, en chantant la chanson. Elle réapparaît après une courte vidéo appelée « World Crayola » pour chanter Anticipating à la fin de l'interprétation, elle se déshabille pour chanter, I'm A Slave 4 U. Elle remercie alors ses fans, ses chanteurs et les danseurs avant de partir de scène.
À la fin du spectacle, un écran apparaît où la pluie tombe, plus de 500 litres d'eau sur la scène principale. Britney marche à travers l'écran de pluie, chantant un remix de son hit ...Baby One More Time par Wade Robson.

### Setlist
1. Oops!...I Did It Again
2. (You Drive Me) Crazy
3. Interlude avec les danseurs
4. Overprotected

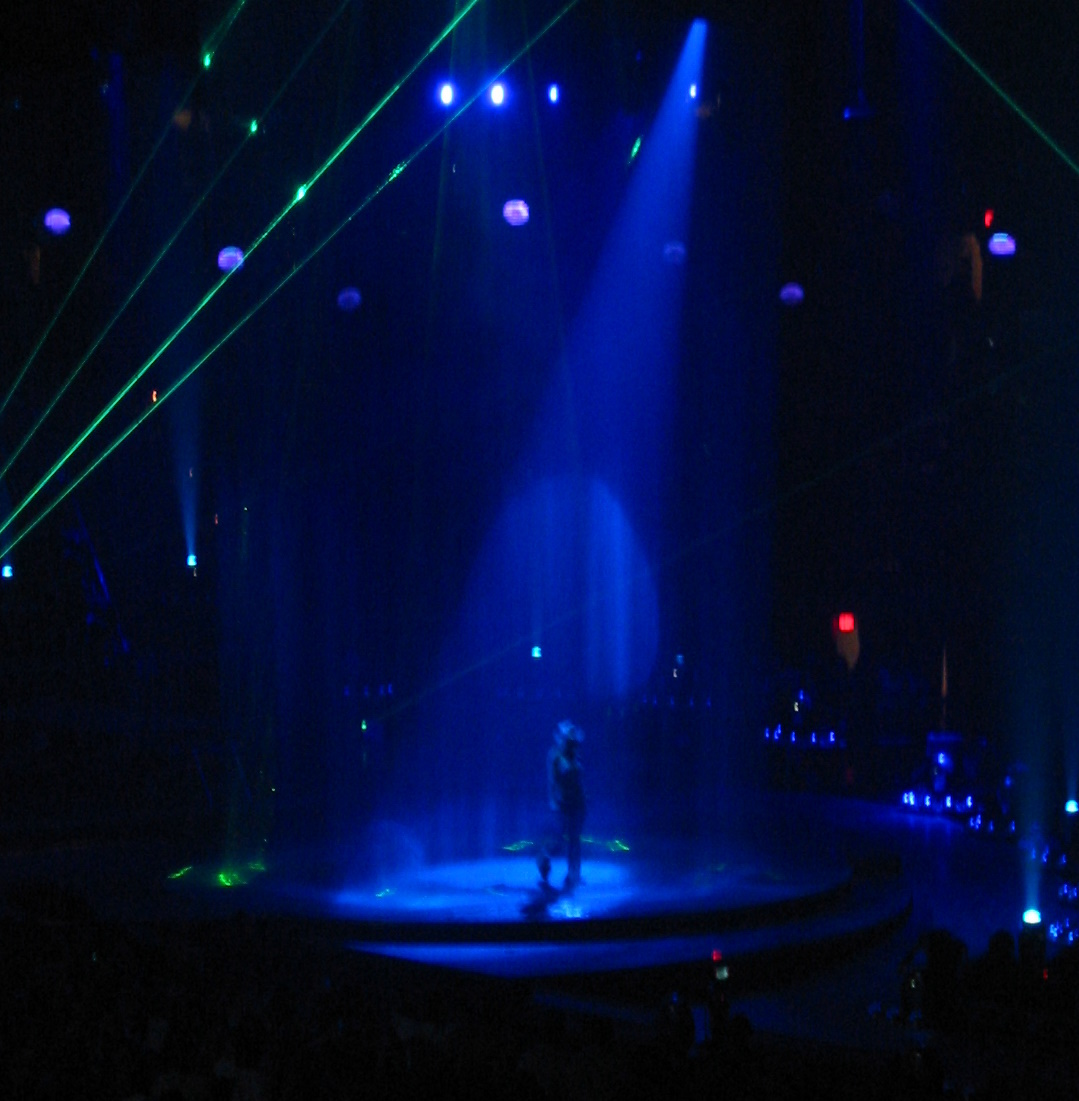
Britney Spears interprétant ...Baby One More Time en 2002.

5. Medley: Born To Make You Happy/Lucky/Sometimes
6. Boys
7. Stronger
8. I'm Not A Girl, Not Yet A Woman
9. Mystic Man
10. I Love Rock 'n' Roll  (chanson de The Arrows)
11. What It's Like To Be Me
12. Lonely
13. Interlude avec les danseurs
14. Don't Let Me Be The Last To Know
15. Anticipating
16. I'm A Slave 4 U
17. ...Baby One More Time

## Dates
| Date              | Ville               | Pays       | Lieu                                   | Première partie | Présences                 | Revenus     |
| ----------------- | ------------------- | ---------- | -------------------------------------- | --------------- | ------------------------- | ----------- |
| Amérique du Nord  |                     |            |                                        |                 |                           |             |
| 1er novembre 2001 | Columbus            | États-Unis | Nationwide Arena                       | N/A             | —                         | —           |
| 2 novembre 2001   | Pittsburgh          | États-Unis | Mellon Arena                           | N/A             | —                         | —           |
| 5 novembre 2001   | Toronto             | Canada     | Air Canada Centre                      | N/A             | —                         | —           |
| 7 novembre 2001   | Uniondale           | États-Unis | Nassau Veterans Memorial Coliseum      | O-Town          | 15,904 / 15,904           | $816,871    |
| 8 novembre 2001   | University Park     | États-Unis | Bryce Jordan Center                    | N/A             | —                         | —           |
| 9 novembre 2001   | Cleveland           | États-Unis | Gund Arena                             | N/A             | —                         | —           |
| 10 novembre 2001  | Cincinnati          | États-Unis | U.S. Bank Arena                        | N/A             | —                         | —           |
| 12 novembre 2001  | Denver              | États-Unis | Pepsi Center                           | N/A             | —                         | —           |
| 13 novembre 2001  | Salt Lake City      | États-Unis | Delta Center                           | N/A             | —                         | —           |
| 17 novembre 2001  | Las Vegas           | États-Unis | MGM Grand Garden Arena                 | O-Town Mpress   | 24,638 / 24,638           | $1,561,214  |
| 18 novembre 2001  | Las Vegas           | États-Unis | MGM Grand Garden Arena                 | O-Town Mpress   | 24,638 / 24,638           | $1,561,214  |
| 20 novembre 2001  | Anaheim             | États-Unis | Arrowhead Pond of Anaheim              | N/A             | —                         | —           |
| 21 novembre 2001  | Los Angeles         | États-Unis | Staples Center                         | N/A             | —                         | —           |
| 26 novembre 2001  | Auburn Hills        | États-Unis | The Palace of Auburn Hills             | O-Town          | 16,745 / 16,745           | $958,870    |
| 27 novembre 2001  | Milwaukee           | États-Unis | Bradley Center                         | N/A             | —                         | —           |
| 28 novembre 2001  | Rosemont            | États-Unis | Allstate Arena                         | O-Town          | 16,538 / 16,538           | $922,038    |
| 29 novembre 2001  | Minneapolis         | États-Unis | Target Center                          | N/A             | —                         | —           |
| 1er décembre 2001 | Atlantic City       | États-Unis | Boardwalk Hall                         | O-Town          | 11,653 / 11,653           | $839,588    |
| 2 décembre 2001   | East Rutherford     | États-Unis | Continental Airlines Arena             | O-Town          | 17,975 / 17,975           | $919,880    |
| 3 décembre 2001   | Albany              | États-Unis | Pepsi Arena                            | N/A             | —                         | —           |
| 5 décembre 2001   | New York            | États-Unis | Madison Square Garden                  | O-Town          | 16,674 / 16,674           | $933,210    |
| 8 décembre 2001   | Hartford            | États-Unis | Hartford Civic Center                  | N/A             | —                         | —           |
| 9 décembre 2001   | Boston              | États-Unis | FleetCenter                            | O-Town          | 16,421 / 16,421           | $947,959    |
| 10 décembre 2001  | Philadelphie        | États-Unis | First Union Center                     | O-Town          | 18,218 / 18,218           | $1,084,038  |
| 11 décembre 2001  | Boston              | États-Unis | FleetCenter                            | LFO             | 14,437 / 16,421           | $876,588    |
| 14 décembre 2001  | Raleigh             | États-Unis | Raleigh Entertainment and Sports Arena | LFO             | 10,355 / 13,326           | $601,366    |
| 15 décembre 2001  | Atlanta             | États-Unis | Philips Arena                          | LFO             | 15,535 / 15,535           | $849,362    |
| 16 décembre 2001  | La Nouvelle-Orléans | États-Unis | New Orleans Arena                      | LFO             | 14,119 / 14,119           | $711,377    |
| 18 décembre 2001  | Tampa               | États-Unis | Ice Palace                             | Dream Street    | 12,367 / 13,800           | $638,565    |
| 19 décembre 2001  | Miami               | États-Unis | American Airlines Arena                | Sean Combs      | 15,188 / 15,188           | $785,991    |
| 21 décembre 2001  | Washington          | États-Unis | MCI Center                             | Sean Combs      | 15,100 / 15,100           | $779,445    |
| Asie              |                     |            |                                        |                 |                           |             |
| 25 avril 2002[B]  | Tokyo               | Japon      | Tokyo Dome                             | N/A             | —                         | —           |
| Amérique du Nord  |                     |            |                                        |                 |                           |             |
| 24 mai 2002       | Las Vegas           | États-Unis | Mandalay Bay Events Center             | Nikka Costa     | 18,650 / 19,724           | $1,427,697  |
| 25 mai 2002       | Las Vegas           | États-Unis | Mandalay Bay Events Center             | Nikka Costa     | 18,650 / 19,724           | $1,427,697  |
| 28 mai 2002       | Vancouver           | Canada     | Pacific Coliseum                       | Nikka Costa     | 12,764 / 16,133           | $727,371    |
| 29 mai 2002       | Tacoma              | États-Unis | Tacoma Dome                            | Nikka Costa     | 20,733 / 20,941           | $1,127,266  |
| 30 mai 2002       | Portland            | États-Unis | Rose Garden Arena                      | Nikka Costa     | 14,548 / 17,079           | $806,876    |
| 1er juin 2002     | Oakland             | États-Unis | Oakland Arena                          | Nikka Costa     | 14,221 / 14,634           | $832,852    |
| 2 juin 2002       | San José            | États-Unis | Compaq Center at San Jose              | Nikka Costa     | 14,889 / 16,492           | $843,912    |
| 4 juin 2002       | Los Angeles         | États-Unis | Staples Center                         | Nikka Costa     | 30,892 / 32,392           | $1,859,167  |
| 5 juin 2002       | San Diego           | États-Unis | Cox Arena                              | Nikka Costa     | 9,889 / 12,360            | $655,400    |
| 6 juin 2002       | Los Angeles         | États-Unis | Staples Center                         | Nikka Costa     | —[A]                      | —[A]        |
| 10 juin 2002      | Sacramento          | États-Unis | ARCO Arena                             | Nikka Costa     | 15,350 / 15,350           | $847,174    |
| 12 juin 2002      | Phoenix             | États-Unis | America West Arena                     | Nikka Costa     | 13,799 / 13,799           | $803,930    |
| 14 juin 2002      | Luboock             | États-Unis | United Spirit Arena                    | Nikka Costa     | 14,256 / 14,256           | $741,972    |
| 15 juin 2002      | San Antonio         | États-Unis | Alamodome                              | Nikka Costa     | 15,769 / 17,111           | $806,616    |
| 16 juin 2002      | Houston             | États-Unis | Compaq Center                          | Nikka Costa     | 14,160 / 14,160           | $775,828    |
| 20 juin 2002      | Chicago             | États-Unis | United Center                          | N/A             | —                         | —           |
| 21 juin 2002      | Indianapolis        | États-Unis | Conseco Fieldhouse                     | LMNT 3rd Faze   | 12,834 / 15,444           | $764,095    |
| 22 juin 2002      | Saint-Louis         | États-Unis | Savvis Center                          | LMNT            | 13,111 / 13,111           | $822,184    |
| 24 juin 2002      | Auburn Hills        | États-Unis | The Palace of Auburn Hills             | LMNT 3rd Faze   | 14,644 / 14,644           | $858,249    |
| 25 juin 2002      | Hamilton            | Canada     | Copps Coliseum                         | LMNT            | 16,241 / 16,241           | $817,800    |
| 26 juin 2002      | Buffalo             | États-Unis | HSBC Arena                             | LMNT            | 13,862 / 13,862           | $752,756    |
| 28 juin 2002      | Philadelphie        | États-Unis | First Union Center                     | LMNT            | 14,692 / 14,692           | $911,189    |
| 29 juin 2002      | Boston              | États-Unis | FleetCenter                            | LMNT            | 15,396 / 15,396           | $907,274    |
| 30 juin 2002      | Worcester           | États-Unis | Worcester's Centrum Centre             | LMNT 3rd Faze   | 9,458 / 10,492            | $571,639    |
| 5 juillet 2002    | Atlantic City       | États-Unis | Boardwalk Hall                         | LMNT            | 11,382 / 11,382           | $588,492    |
| 6 juillet 2002    | East Rutherford     | États-Unis | Continental Airlines Arena             | LMNT            | 16,474 / 16,474           | $870,288    |
| 9 juillet 2002    | Uniondale           | États-Unis | Nassau Veterans Memorial Coliseum      | Luis Fonsi      | 14,784 / 14,784           | $853,326    |
| 10 juillet 2002   | Washington          | États-Unis | MCI Center                             | Luis Fonsi      | 11,309 / 11,309           | $697,175    |
| 11 juillet 2002   | Charlotte           | États-Unis | Charlotte Coliseum                     | Luis Fonsi      | 11,135 / 11,135           | $597,854    |
| 13 juillet 2002   | Fort Lauderdale     | États-Unis | National Car Rental Center             | Luis Fonsi      | 11,421 / 11,421           | $753,593    |
| 14 juillet 2002   | Orlando             | États-Unis | TD Waterhouse Centre                   | Luis Fonsi      | 10,474 / 10,474           | $590,200    |
| 18 juillet 2002   | Bossier City        | États-Unis | CenturyTel Center                      | Luis Fonsi      | 12,232 / 12,232           | $749,181    |
| 19 juillet 2002   | Oklahoma City       | États-Unis | Ford Center                            | Luis Fonsi      | 16,315 / 16,315           | $954,881    |
| 20 juillet 2002   | North Little Rock   | États-Unis | Alltel Arena                           | Luis Fonsi      | 13,218 / 13,218           | $718,214    |
| 22 juillet 2002   | Dallas              | États-Unis | American Airlines Center               | Luis Fonsi      | 15,421 / 15,421           | $897,651    |
| 27 juillet 2002   | Mexico              | Mexique    | Foro Sol                               | Luis Fonsi      | 51,261 / 51,261           | $2,155,292  |
| 28 juillet 2002   | Mexico              | Mexique    | Foro Sol                               | Luis Fonsi      | —[C]                      | —[C]        |
| Total             | Total               | Total      | Total                                  | Total           | 768,451 / 791,994 (97.1%) | $43,410,143 |

### Particularités, annulations et déplacements de certains concerts
A Les résultats de ce concert sont combinés avec celui du 4 juin 2002.
B A Tokyo Britney tombe pendant une interprétation de sa célèbre chanson ...Baby One More Time.
C Lors du second concert au Mexique, le 28 juillet, Spears quitte la scène à cause d'une tempête potentiellement dangereuse.